# Werner Kreuzhage
Werner Kreuzhage (* 6. Mai 1904 in Witten; † 27. Februar 1989 in Nonnenhorn) war ein deutscher Maler. Im Bereich der zeitgenössischen Kunst gehörte Kreuzhage zur magischen Abstraktion.

## Leben
Nach Studium an der Folkwangschule Essen und an der Staatlichen Kunstschule Berlin verbrachte er die Zwischenkriegszeit unter anderem in Sanary-sur-Mer und in Sóller. 
In der Zeit des Nationalsozialismus war Kreuzhage Mitglied der Reichskammer der bildenden Künste. Für diese Zeit ist seine Teilnahme an 10 Ausstellungen sicher belegt, darunter 1936 in Essen die Ausstellung Westfront 1936. Freie Kunst im neuen Staate, die der nationalsozialistischen Ideologie nahe stand.
1937 wurde im Rahmen der deutschlandweiten konzertierten Aktion „Entartete Kunst“ aus der Städtischen Kunstsammlung Duisburg ein Tafelbild Kreuzhages (Knabenbildnis) beschlagnahmt, das offenbar nicht dem NS-Kunstkanon entsprach. Sein Verbleib ist ungeklärt.
Von 1940 bis 1945 nahm Kreuzhage als Soldat der Wehrmacht am Zweiten Weltkrieg teil. 
Seine zweite Lebenshälfte wohnte und arbeitete er in Duisburg und Süddeutschland.

## Ausstellungen (Auswahl)
- 1969 Märkisches Museum der Stadt Witten[4]
- 1976 Lehmbruckmuseum Duisburg[5]
- 2004 Städtische Wessenberg-Galerie Konstanz (mit Julius Bissier)[6]